# Chatteris
Chatteris est une ville dans le Cambridgeshire en Angleterre. Située à 27.5 kilomètres de Cambridge. Sa population est de 8466 habitants (2001) Dans Domesday Book de 1086, il a été énuméré comme Cetriz.

## Personnalités liées à la ville
- John Percy Farrar (1857-1929), alpiniste et militaire, y est né ;